# عدنان الشرعبي
عدنان فرحان عبد اللطيف الشرعبي معتقل يمني بغوانتانامو، اعتقل بباكستان في ديسمبر 2001. أعلنت السلطات العسكرية الأميركية في وفاته في 8 سبتمبر 2012 دون إيضاح الأسباب. حصل الشرعبي على حكم بالبراءة والإفراج عنه في 21 يوليو 2010 من محكمة فدرالية أميركية كان تقدم بطعن أمامها حول مشروعية احتجازه واستمرار اعتقاله في غوانتانامو إلا أنه لم يتم إطلاق سراحه. كان هناك شكوك بخصوص أسباب وفاة عدنان الشرعبي، خاصة أن السلطات الأميركية أشارت إلى أنه وجد متوفيًا في غرفة الحجز الإداري الانفرادية التي أدخل إليها في أعقاب مشادة مع أحد الجنود.